# Karel Lodewijk Ledeganck

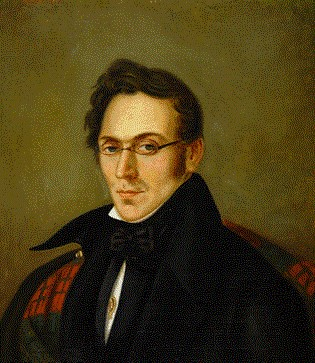
Karel Ledeganck

Karel Lodewijk Ledeganck, född 9 november 1805 i Eeklo, död 19 mars 1847 i Gent, var en belgisk (flamländsk) skald. 
Ledeganck tog, efter på egen hand bedrivna studier, 1835 juris doktorsexamen i Gent och blev fredsdomare i Zomergem. Därefter inkallades han i kommissionen för flamländska rättskrivningen och fick av regeringen i uppdrag att översätta lagen från franska till flamländska. År 1843 blev Ledeganck folkskoleinspektör och 1845 vice professor vid Gents universitet. Han utgav bland annat Bloemen mijner lente (1839), Het burgslot van Zomergem (1840, en berättelse i ballader) och De drie zustersteden, vaderlandsche trilogie (1846), i vilken systerstäderna Gent, Brygge och Antwerpen besjungs. Ledegancks biografi skrevs av Jacob Heremans.